# Caecosphaeroma (Vireia) burgundum
Caecosphaeroma (Vireia) burgundum is een pissebed uit de familie Sphaeromatidae. De wetenschappelijke naam van de soort is voor het eerst geldig gepubliceerd in 1898 door Adrien Dollfus.